# TMEM150
TMEM150‏ (Transmembrane protein 150A) هوَ بروتين يُشَفر من خلال جين TMEM150 في الإنسان.